# Kurt Bittel

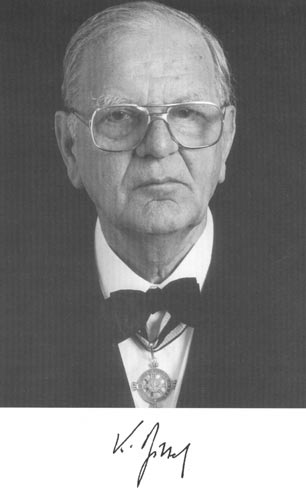
Kurt Bittel

Kurt Bittel (* 5. Juli 1907 in Heidenheim an der Brenz; † 30. Januar 1991 ebenda) war ein deutscher Prähistoriker. Als Präsident des Deutschen Archäologischen Instituts (DAI) und Ausgräber der hethitischen Königsstadt Ḫattuša in der Türkei, aber auch als Fachmann für die Kelten in Mitteleuropa erwarb er sich große Verdienste.

## Leben und Wirken
Bittel war Schüler des Hellenstein-Gymnasiums Heidenheim. Im Alter von 13 Jahren unternahm er seine ersten Ausgrabungen in einem Grabhügel bei Oggenhausen. Dabei half ihm der um drei Jahre jüngere Bruder Heinz Bittel.
Kurt Bittel studierte in Heidelberg, Wien, Berlin und Marburg. Mit 23 Jahren wurde er 1930 bei Gero von Merhart an der Universität Marburg mit einer Dissertation über die Kelten in Württemberg promoviert. 1930/31 erhielt er das Reisestipendium des Deutschen Archäologischen Instituts, das ihn erstmals nach Ḫattuša führte. 1930 bis 1932 beteiligte er sich an Ausgrabungen in Ägypten. Seit 1931 zunächst als „wissenschaftlicher Hilfsarbeiter“ in den Zweigstellen Kairo und Istanbul angestellt, wurde Bittel im Herbst 1933 Referent an der Abteilung Istanbul des Archäologischen Institut des Deutschen Reiches bei Martin Schede. Von 1931 bis 1977 war Bittel Leiter der Ausgrabungen in der Hauptstadt der Hethiter, Ḫattuša, worin ihm sein langjähriger Mitarbeiter Peter Neve nachfolgte. Bittel beantragte am 22. Juli 1937 die Aufnahme in die NSDAP und wurde zum 1. Oktober desselben Jahres aufgenommen (Mitgliedsnummer 4.457.046). 1938 wurde er erster Direktor der Abteilung Istanbul des Archäologischen Institut des Deutschen Reiches. 1942 bis 1944 betätigte sich Bittel an der Universität Istanbul als Lektor. Anfang August 1944 wurden die diplomatischen Beziehungen zwischen der Türkei und dem Deutschen Reich abgebrochen, nachfolgend wurde die Abteilung Istanbul des DAI geschlossen und Bittel – wie viele andere deutsche Staatsbürger – aus der Türkei ausgewiesen.
Im Jahr 1946 übernahm Bittel die Professur für Vor- und Frühgeschichte an der Universität Tübingen, von wo aus er 1950 gemeinsam mit Adolf Rieth und Wolfgang Kimmig die Grabungen an der hallstattzeitlichen Heuneburg begann. 1951 kehrte Bittel in die Türkei als Direktor der Abteilung Istanbul des Deutschen Archäologischen Instituts zurück; zudem hielt er von 1951 bis 1960 eine Gastprofessur an der Universität Istanbul. 1952 entdeckte er Daskyleion bei Bandırma. 1959 wurde er zum korrespondierenden Mitglied der Bayerischen Akademie der Wissenschaften gewählt. 1960 bis 1972 war er Präsident des Deutschen Archäologischen Instituts. Ab 1972 war er ordentliches Mitglied der Heidelberger Akademie der Wissenschaften. Am 30. Januar 1991 verstarb Bittel in seiner Heimatstadt Heidenheim an der Brenz, die ihn zu ihrem Ehrenbürger gemacht hat. Seit 1989 vergibt die Stadt Heidenheim an der Brenz den Kurt-Bittel-Preis für Süddeutsche Altertumskunde, mit dem alle zwei Jahre herausragende Forschungsleistungen im Bereich der Vor- und Frühgeschichte Süddeutschlands ausgezeichnet werden.

## Auszeichnungen und Ehrungen (Auszug)
- Großes Verdienstkreuz des Verdienstordens der Bundesrepublik Deutschland (1955)
- Ehrenmitglied des İstanbul Enstitüsü (1955)
- Honorary Corresponding Member of the Prehistoric Society of Great Britain, Oxford (1956)
- Ehrenmitglied der Türk Tarih Kurumu (Türkische Historischen Gesellschaft), Ankara (1959)
- Korrespondierendes Mitglied der British Academy (1963)
- Honorary Member of the Royal Irish Academy, Dublin (1965)
- Honorary Fellow of the Society of Antiquaries of London (1965)
- Ehrenmitglied der Société Archéologique de Yougoslavie (Arheološko Društvo Jugoslavije), Belgrad (1966)
- Ehrenbürger der Stadt Heidenheim an der Brenz (1967)
- Mitglied des Ordens Pour le Mérite für Wissenschaften und Künste (1967, Ordenskanzler 1971–1979, 3. Vizekanzler 1979–1980, 2. Vizekanzler 1980–1984)
- Foreign Honorary Member of the Archaeological Institute of America, New York (1967)
- Ehrendoktor der Universität Istanbul (1969)
- Ehrenmitglied der Deutsch-Türkischen Gesellschaft, Bonn (1970)
- Großes Verdienstkreuz mit Stern des Verdienstordens der Bundesrepublik Deutschland (1972)
- Ehrenmitglied der Gesellschaft für Vor- und Frühgeschichte in Württemberg und Hohenzollern (1977)
- Österreichisches Ehrenzeichen für Wissenschaft und Kunst, Kurie für Wissenschaft (1978)
- Foreign Honorary Member of the American Academy of Arts and Sciences, Boston, Massachusetts/USA (1980)
- Auswärtiges Mitglied der Académie des Inscriptions et Belles-Lettres (1981)[10]
- Verdienstmedaille des Landes Baden-Württemberg (1982)
- Ehrenmitglied des Deutschen Archäologischen Instituts (1982)
- Großes Verdienstkreuz mit Stern und Schulterband des Verdienstordens der Bundesrepublik Deutschland (1984)
- Mitglied der American Philosophical Society (1984)[11]
- Ehrendoktor der Anadolu Üniversitesi Eskişehir, Türkei (1990)

Das Ehrengrab von Kurt Bittel befindet sich auf dem Totenberg-Friedhof von Heidenheim nahe der Peterskapelle.

## Schriften (Auswahl)
- Die Kelten in Württemberg (= Römisch-Germanische Forschungen. Bd. 8, ISSN 0176-5337). de Gruyter, Berlin u. a. 1934, (Zugleich: Marburg, Universität, Dissertation, 1934).
- Die Felsbilder von Yazilikaya. Neue Aufnahmen der deutschen Bogazköy-Expedition 1931 (= Istanbuler Forschungen. Bd. 5, ISSN 0723-4333). Abteilung Istanbul des Archäologischen Instituts des Deutschen Reiches u. a., Istanbul u. a. 1934.
- Prähistorische Forschung in Kleinasien (= Istanbuler Forschungen. Bd. 6). Abteilung Istanbul des Archäologischen Instituts des Deutschen Reiches, Istanbul 1934.
- mit Hans Gustav Güterbock: Neue Untersuchungen in der hethitischen Hauptstadt (= Boǧazköy. Bd. 1 = Abhandlungen der Preussischen Akademie der Wissenschaften. Philosophisch-Historische Klasse. Jg. 1935, Nr. 1, ZDB-ID 210015-0). Mann, Berlin 1935.
- Die Ruinen von Boǧazköy, der Hauptstadt des Hethiterreiches. Kurze Beschreibung. de Gruyter, Berlin u. a. 1937.
- mit Rudolf Naumann und Heinz Otto: Yazilikaya. Architektur, Felsbilder, Inschriften und Kleinfunde (= Wissenschaftliche Veröffentlichungen der Deutschen Orient-Gesellschaft. 61, ISSN 0342-4464. Hinrichs, Leipzig 1941, Nachdruck Osnabrück 1967).
- mit Rudolf Naumann: Neue Untersuchungen hethitischer Architektur (= Boǧazköy. Bd. 2 = Abhandlungen der Preussischen Akademie der Wissenschaften. Philosophisch-Historische Klasse. Jg. 1938, Nr. 1). Verlag der Akademie der Wissenschaften, Berlin 1938.
- Kleinasiatische Studien (= Istanbuler Mitteilungen. Heft 5, ISSN 0341-9142). Deutsches Archäologisches Institut – Abteilung Istanbul, Istanbul 1942, (Unveränderter Nachdruck. Hakkert, Amsterdam 1967).
- Ön Asya tarih Öncesi Çaǧları. Mısır, Filistin, Suriye (= İstanbul Üniversitesi Yayınları. Nr. 265, ZDB-ID 843349-5). İbrahim Horoz Basımevi, Istanbul 1945.
- Grundzüge der Vor- und Frühgeschichte Kleinasiens. Wasmuth, Tübingen 1945 (2., erweiterte Auflage. ebenda 1950).
- mit Adolf Rieth: Die Heuneburg an der oberen Donau, ein frühkeltischer Fürstensitz. Vorläufiger Bericht über die Ausgrabung 1950. Kohlhammer, Stuttgart u. a. 1951.
- als Hrsg. mit Rudolf Naumann: Boğazköy-Ḫattuša. Ergebnisse der Ausgrabungen 1952 ff. (= Veröffentlichungen der Deutschen Orientalischen Gesellschaft. Band 63)
- Hattusha. The Capital of the Hittites. Oxford University Press, New York 1970.
- Bogazköy-Führer (= Ankara Turizmi, Eskieserleri ve Müzeleri Sevenler Derneği Yayinlari. 2, ZDB-ID 2538892-7). Ankara Turizmi – Eski Eserleri ve Müeleri Sevenler Dernegi, Ankara 1971 (Ausgaben in deutscher, türkischer, englischer, französischer und italienischer Sprache, Neuauflagen o. J.).
- Die Hethiter. Die Kunst Anatoliens vom Ende des 3. bis zum Anfang des 1. Jahrtausends vor Christus (= Universum der Kunst. 24). Beck, München 1976, ISBN 3-406-03024-6 (In französischer Sprache: Les Hittites (= L'Univers des formes. Le Proche et le Moyen-Orient ancien. 24, ISSN 0566-1064). Traduit par François Poncet. Gallimard, Paris 1976; in spanischer Sprache: Los Hititas (= El Universo de las formas. 24). Traducción del frances por José Gil de Ramales. Aguilar, Madrid 1976, ISBN 84-03-38025-9; in italienischer Sprache: Gli Ittiti (= Il mondo della figura. 24). Traduzione del francese di Marcello Lenzini e Maria Luisa de Luigi Rotondi. Rizzoli, Mailand 1976).
- als Herausgeber mit Wolfgang Kimmig und Siegwalt Schiek: Die Kelten in Baden-Württemberg. Theiss, Stuttgart 1981, ISBN 3-8062-0211-7.
- Hattuscha – Hauptstadt der Hethiter. Geschichte und Kultur einer altorientalischen Großmacht. DuMont, Köln 1983, ISBN 3-7701-1456-6 (3. Auflage. ebenda 1991; in japanischer Sprache und Schrift: ヒッタイト王国の発見. 山本書店, 東京 1991, ISBN 4-8414-0202-0).
- mit Siegwalt Schiek und Dieter Müller: Die keltischen Viereckschanzen (= Atlas archäologischer Geländedenkmäler in Baden-Württemberg. Bd. 1, 1–2). 2 Bände (Bd. 1: Text. Bd. 2: Beilagen). Theiss, Stuttgart 1990, ISBN 3-8062-0851-4.
- Reisen und Ausgrabungen in Ägypten, Kleinasien, Bulgarien und Griechenland 1930–1934 (= Akademie der Wissenschaften und der Literatur Mainz. Abhandlungen der Geistes- und Sozialwissenschaftlichen Klasse. Jg. 1998, Nr. 5). Steiner, Stuttgart 1998, ISBN 3-515-07328-0.
- Wie ich zur Archäologie kam. Erinnerungen und Reiseberichte (= Veröffentlichungen des Stadtarchivs Heidenheim an der Brenz. 16, ZDB-ID 518297-9). Zum 100. Geburtstag des Heidenheimer Ehrenbürgers zusammengestellt und eingeleitet von Christoph Bittel. Stadtarchiv Heidenheim an der Brenz, Heidenheim 2007.

Siehe das vollständige Schriftenverzeichnis Rainer M. Boehmer, Harald Hauptmann: Bibliographie von Kurt Bittel. In: Rainer M. Boehmer, Harald Hauptmann (Hrsg.): Beiträge zur Altertumskunde Kleinasiens. Festschrift für Kurt Bittel. Band 1: Text. von Zabern, Mainz 1983, ISBN 3-8053-0585-0, S. 537–553.